# Total War Saga: Fall of the Samurai
Total War Saga: Fall of the Samurai est un jeu vidéo de stratégie au tour par tour et de tactique en temps réel développé par Creative Assembly et publié par Sega le 13 août 2019. Le jeu est pour la première fois sorti le 23 mars 2012 en tant qu'extension pour Total War: Shogun II, avant d'être vendu sept ans plus tard en tant que jeu seul.
Son système de jeu est le même que celui de la série Total War, dont il est issu.

## Scénario
Ce jeu suit la restauration de Meiji, et la modernisation progressive d'un Japon jusqu'ici dominé par le système féodal favorable aux samouraïs. Six factions sont disponibles, mettant en scène l'opposition entre les partisans du shogunat d'un côté, et ceux de l'empereur de l'autre.

## Système de jeu
- De nouvelles puissances étrangères : les nations américaine, britannique et française ont joué un rôle prépondérant dans la guerre de Boshin : les relations que vous entretiendrez avec ces puissances étrangères auront une influence sur votre capacité à recruter des unités et à faire progresser votre arborescence des technologies.
- Une nouvelle carte de campagne : le Japon au XIXe siècle
- La nouvelle île d'Ezo agrandit la carte de campagne de SHOGUN 2 vers le nord.
- Les villes ont été entièrement redessinées, tout comme certains aspects de la carte de campagne, afin de correspondre à cette nouvelle ère : les lignes de chemin de fer font ainsi leur apparition pour la première fois dans un jeu de la série Total War.
- Des lignes de chemin de fer sur la carte de campagne : Mettez en place votre propre réseau ferroviaire afin de pouvoir déplacer vos armées et vos agents d'une région à l'autre. Les lignes de chemin de fer peuvent être sabotées et les trains bloqués par les armées adverses, susceptibles de prendre le contrôle de certaines lignes ou de certaines gares.
- 39 nouvelles unités terrestres, avec notamment des unités modernes à distance, équipées de mitrailleuses Gatling et de canons Armstrong et contrôlables dans un nouveau mode solo. De nouvelles unités peuvent également être recrutées chez les puissances étrangères, tel que les unités Royal Marines britanniques, Corps des Marines américain et Infanterie de marine française.
- 10 nouveaux types d'unités navales et un total de 21 navires différents incluant notamment des navires de guerre à vapeur lourdement armés et équipés d'une artillerie moderne.Vous pouvez également acheter des navires de guerre étrangers, comme le Cuirassé.
- Un nouveau type de bataille de siège (port). Ce nouveau type de bataille s'active lorsqu'une faction tente d'assiéger un port occupé par l'ennemi. La flotte des assaillants doit entrer dans le port et le capturer, s'exposant ainsi aux tirs des défenses côtières.
- De nouvelles interactions entre unités terrestres et unités navales : Au cours d'une bataille terrestre, les armées peuvent désormais demander des tirs de barrage à des navires alliés. Inversement, il est possible de placer (en fin de tour, dans la limite des améliorations de défense côtière) des canons sur les côtes pour bombarder les navires ennemis lors des sièges de ports.
- Bombardements sur la carte de campagne : les unités navales sont à même de tirer sur les armées et les villes situées dans les zones côtières adjacentes sur la carte de campagne.
- 3 nouveaux types d'agent : Le vétéran étranger, l'Ishin Shishi et le Shinsengumi. Chacun d'entre eux a sa propre arborescence de compétence. Les arborescences des agents ninja et geisha ont également été mises à jour.
- Une mécanique de siège améliorée : De nouvelles tours de défense améliorables peuvent être érigées avec une spécialité de défense précise : archerie, fusils à mèche ou mitrailleuses Gatling.
- 4 nouvelles batailles historiques de la guerre de Boshin.

### Factions
10 factions différentes jouables sont différentes, réparties en deux idéologies distinctes :
- Aizu (faction supportant le shogunat)
- Nagoaka (faction supportant le shogunat)
- Jozai (faction supportant le shogunat)
- Obama (faction supportant le shogunat)
- Sendai (faction supportant le shogunat)
- Satsuma (faction supportant l'empereur)
- Choshu (faction supportant l'empereur)
- Tosa (faction supportant l'empereur)
- Saga (faction supportant l'empereur)
- Tsu (faction supportant l'empereur)

## Extensions
Total War Saga: Fall of the Samuraï inclus cinq DLC de contenu disponibles à l'achat, ainsi que le traditionnel DLC sanglant :
- The Obama Faction Pack
- The Saga Faction Pack
- The Sendai Faction Pack
- The Tsu Faction Pack
- Blood Pack

## Accueil
Dès son annonce le 13 août 2019, Total War Saga: Fall of the Samuraï a rencontré une certaine hostilité des joueurs, ceux-ci s'étonnant du fait qu'un jeu âgé de sept ans soit reconditionné en nouveauté. Certains sites ont avancé qu'il s'agissait d'une manière pour Creative Assembly de redorer le blason du label Saga, le premier opus Thrones of Britannia ayant reçu un accueil plutôt négatif.
Sur Steam, au 1er octobre 2019, Total War Saga: Fall of the Samuraï affichait des évalutions récentes indiquées comme "plutôt négatives", preuve d'un critic bombing d'une partie de la communauté. Il est cependant important de noter qu'à sa sortie originelle en 2012, Fall of the Samuraï a rencontré un important succès critique et commercial.